# リスクストップホールディングス
株式会社リスクストップホールディングスは、沖縄県名護市に本店を置く、かつて「海洋証券」という社名の証券会社だった企業である。構造改革特区の1つである沖縄金融特区から誕生した。
当初は一般の証券会社としてスタートしたが、インターネット専業証券への業態変更を目指すとして、2006年7月に営業を休止した。翌8月にソニー銀行の子会社となる方向で基本合意したと発表したものの、その後の進展はなく、2007年3月、現社名に変更するとともに証券業から撤退した。
現在は社長の楠大史が開発した「リスクストップ取引」などに関する知的所有権の管理を主な業務としている。

## 概要
- 会社名　海洋証券株式会社
- 本店　沖縄県名護市字豊原224番3　名護市マルチメディア館
- 代表者　代表取締役社長　楠　大史
- 設立　2004年8月11日
- 資本金　32,750万円（2006年2月末時点）

## リスクストップ取引
同社独自の取引方法であり、特許も取得している。仕組みとして、個別株ごとに買った株価から20%下落した際、その個別株を例外なく一律に同社が売り出し、その売り出した株が買った株価よりも40%下がったところまで市場で売れなかった時は、40%下がった時点での株価で、監督官庁の認可後に海洋証券がその株を市場外で買い取るという方法である。これらにより、一律での損切りが必ず出来ることとなる。